# 중앙당 (스웨덴)

스웨덴 중앙당 (~ 中央黨, 스웨덴어: Centerpartiet, C)은 스웨덴의 보수 정당으로, 1913년 설립되었다. 2018년 스웨덴 의회선거 총선거 결과, 스웨덴 민주당에 이어 제4당이다.

## 같이 보기
- 자유당 (스웨덴)
- 녹색자유주의